# Cyanocorax cayanus
La chara de Cayena (Cyanocorax cayanus), también denominada piarro nuca blanca (en Venezuela) o urraca de nuca blanca, es una especie de ave paseriforme de la familia Corvidae propia del norte de América del Sur. Se encuentra en el extremo noreste de Brasil, Guayana Francesa, Guyana, Surinam, y este de Venezuela.
Su hábitat natural son los bosques húmedos tropicales y zonas de matorral, aunque también vive en bosques degradados.